# Montanalestes keeblerorum
Montanalestes keeblerorum és una espècie de mamífer prehistòric extint que visqué durant el Cretaci en allò que avui en dia és Nord-amèrica. És especial perquè es tracta d'un dels euteris més antics coneguts.